# Molène
Molène (tiếng Breton: Molenez: 'Đảo trọc') là một đảo gần với bờ phía tây của Bretagne và là một đảo trong Quần đảo Ponan. Đây là một xã của tỉnh Finistère, thuộc vùng Bretagne, miền tây bắc Pháp.
Người dân ở Île-Molène được gọi là Molénais.